# Ellis Rabb
Ellis W. Rabb est un acteur et metteur en scène américain né le 20 juin 1930 à Memphis au Tennessee et mort le 11 janvier 1998 dans la même ville.

## Biographie
Ellis Rabb est l'enfant unique de Clark Williamson et Mary Carolyn. En 1959 il fondez l'Association of Producing Artists, une compagnie théâtre qui permet la production de nouveauté à Broadway et dans d'autres théâtre provinciaux. L'association fusionne avec le Phoenix Theatre en 1964 et monte des reprises de pièces comme Homme et Surhomme, The Show Off, À chacun sa vérité ou encore Hamlet. Il reçoit avec sa compagnie un Tony Award avant qu'elle se dissolve en 1969.

## Théâtre
- 1957 : Mesure pour mesure de William Shakespeare, mise en scène de John Houseman et Jack Landau : Froth
- 1957 : La Mégère apprivoisée de William Shakespeare, mise en scène de Norman Lloyd : un pédant
- 1957 : La Duchesse d'Amalfi de John Webster, mise en scène de Jack Landau : le médecin
- 1957 : Marie Stuart de Friedrich von Schiller, mise en scène de Tyrone Guthrie : Sir William Davison
- 1959 : Look After Lulu! de Noël Coward, mise en scène de Cyril Ritchard : Général Koschnadieff
- 1959 : Le Grand Dieu Brown de Eugene O'Neill, mise en scène de Stuart Vaughan
- 1959 : Jolly's Progress de Lonnie Coleman, mise en scène d'Alex Segal : révérend Furze
- 1965-1966 : Vous ne l'emporterez pas avec vous de George S. Kaufman et Moss Hart : mise en scène
- 1966 : À chacun sa vérité de Luigi Pirandello, mise en scène de Stephen Porter : le gouverneur
- 1966 : We, Comrades Three de Richard Baldridge : mise en scène
- 1966-1967 : L'École de la médisance de Richard Brinsley Sheridan : mise en scène
- 1967 : Le Canard sauvage d'Henrik Ibsen, mise en scène de Stephen Porter : Gregers Werle
- 1967 : Vous ne l'emporterez pas avec vous de George S. Kaufman et Moss Hart : mise en scène et rôle de Boris Kolenkhov
- 1967 : Guerre et Paix d'Alfred Neumann, Erwin Piscator et Guntram Prufer : mise en scène
- 1967-1968 : Pantagleize de Michel de Ghelderode, mise en scène de John Houseman et lui-même : Pantagleize
- 1967-1968 : The Show-Off de George Kelly, mise en scène de Stephen Porter
- 1968 : Le roi se meurt d'Eugène Ionesco, mise en scène de lui-même
- 1968 : La Cerisaie d'Anton Tchekhov, mise en scène d'Eva Le Gallienne
- 1968-1969 : Cocktail Party de T. S. Eliot, mise en scène de Philip Minor
- 1968-1969 : Le Misanthrope de Molière, mise en scène de Stephen Porter
- 1969 : Coquin de coq de Sean O’Casey, mise en scène de Jack O'Brien : Shanaar
- 1969 : Hamlet de William Shakespeare, mise en scène de lui-même : Hamlet
- 1969-1970 : Les Amants terribles de Noël Coward, mise en scène de Stephen Porter
- 1971 : La Harpe d'herbes de Truman Capote, mise en scène de lui-même et Rhoda Levine
- 1972 : La Nuit des rois de William Shakespeare, mise en scène de lui-même
- 1972 : Les Ennemis de Maxime Gorki, mise en scène de lui-même
- 1973 : Le Marchand de Venise de William Shakespeare, mise en scène de lui-même
- 1973 : Un tramway nommé Désir de Tennessee Williams, mise en scène de lui-même
- 1973 : Veronica's Room d'Ira Levin, mise en scène de lui-même
- 1974 : Comme de mal entendu de Peter Ustinov, mise en scène de lui-même
- 1975 : Édouard II (Marlowe) de Christopher Marlowe, mise en scène de lui-même
- 1975-1976 : The Royal Family de George S. Kaufman et Edna Ferber, mise en scène de lui-même : Tony Cavendish
- 1977 : César et Cléopâtre de George Bernard Shaw, mise en scène de lui-même
- 1980 : L'Homme qui vint dîner de George S. Kaufman et Moss Hart, mise en scène de lui-même
- 1980-1981 : The Philadelphia Story de Philip Barry, mise en scène de lui-même
- 1985 : Les Amours d'Anatol de Arthur Schnitzler, mise en scène de lui-même

## Filmographie
- 1974 : Great Performances : Yakov (1 épisode)
- 1977 : The Royal Family : Tony Cavendish
- 1978 : Un privé dans la nuit : Joseph Haldorn
- 1979 : La Famille des collines : le laveur de vitres (1 épisode)
- 1979 : A Life in the Theatre : Robert
- 1982 : Cheers : Eric Finch (1 épisode)
- 1986 : Hôpital St Elsewhere : Ramsey Headley (1 épisode)